# Afeitado

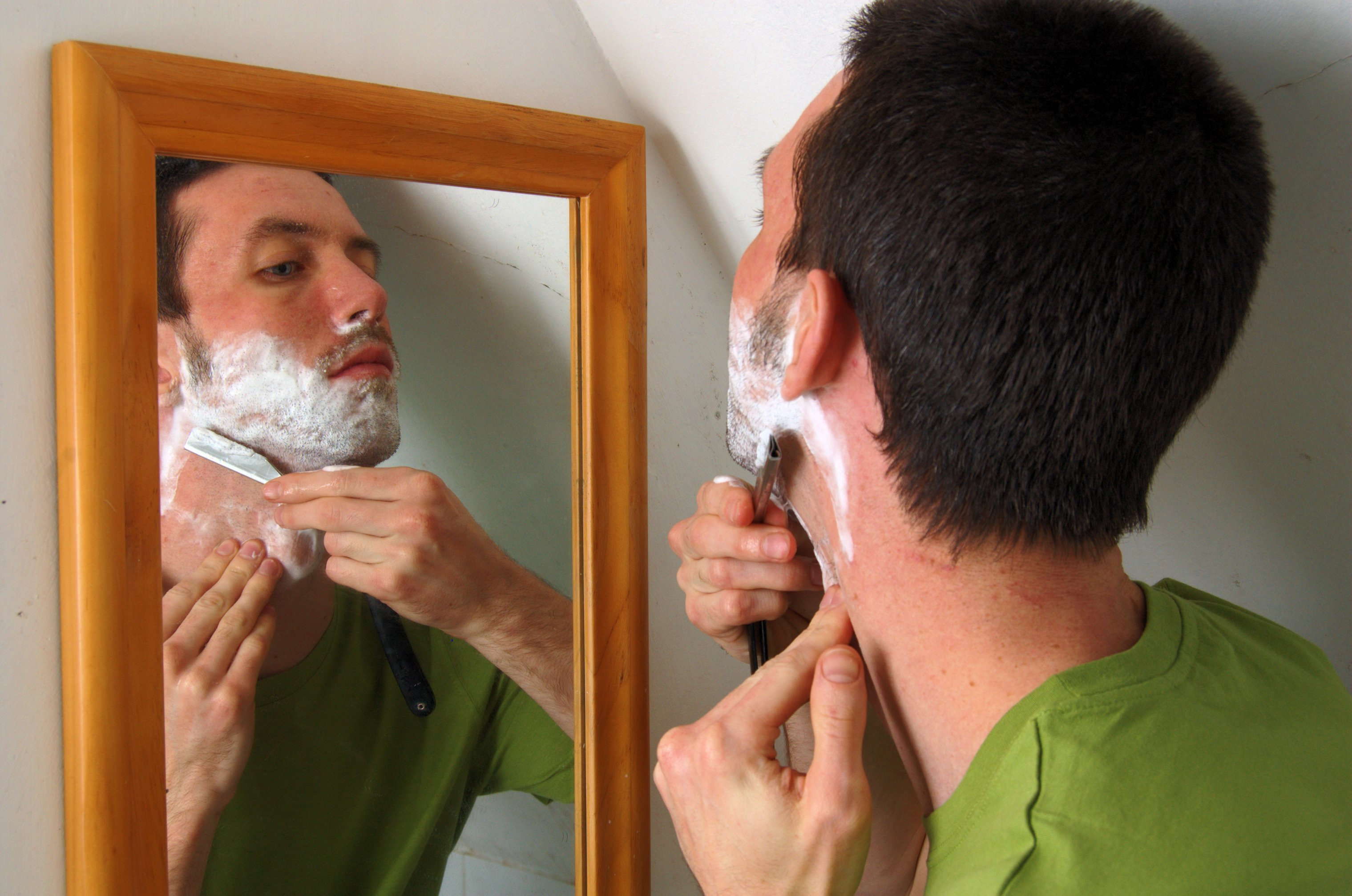
Un joven afeitándose la barba con navaja.

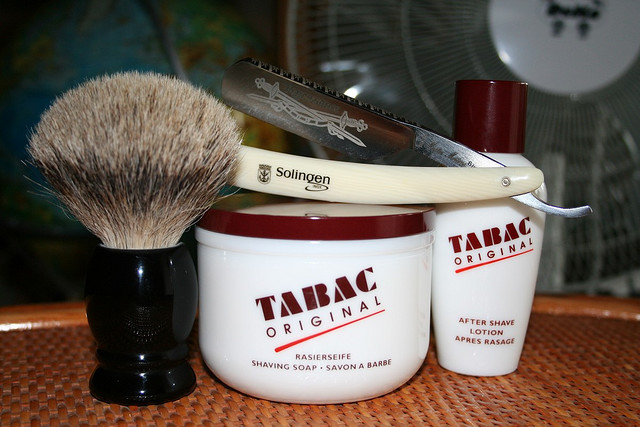
Kit para el afeitado masculino con navaja, brocha, jabón y loción postafeitado.

El afeitado o rasurado es la práctica de cortar o eliminar la barba o el bigote (y por extensión, el vello de cualquier parte del cuerpo) usando una navaja o cualquier otro implemento con filo, deslizándolo al nivel de la piel. Además, en tauromaquia, es la acción ilegal de cortar las puntas de las astas del toro. 

## Etimología
La frase afeitar la barba originalmente significaba 'cuidar el mentón'. Pero debido al uso casi exclusivo de los términos afeitar y de barba en esta frase, la frase obtuvo un nuevo significado: 'raer el pelo del mentón'. Y así finalmente los términos también tomaron un nuevo significado. La terminología de la palabra barba viene del latín barga, que significa pelo en la cara,  y de ahí proceden otras palabras como barbilla, barbudo o barbero. Su procedencia se asocia a la  raíz indoeuropea bhar-dha.[cita requerida]
Aunque según otras versiones proviene del vocablo Barbarus, bárbaro o extranjero, a los cuales se les asociaba con largas y espesas barbas en el imperio romano, especialmente entre los germanos.

## Método
Puede realizarse con la cuchilla siguiendo la dirección del pelo, o bien cortando a contrapelo,  en este caso la cuchilla se mueve en el sentido contrario al crecimiento del vello. El corte a contrapelo puede dejar un rasurado más apurado,  pero tiene el inconveniente de favorecer la aparición de una afección de la piel parecida al acné que se llama pseudofoliculitis de la barba.  El hecho de afeitarse a contrapelo tensando la piel para conseguir mejor apurado, favorece la pseudofoliculitis, porque el pelo de la barba una vez cortado tiende a retraerse por debajo de la superficie cutánea y se enclava al salir. Este fenómeno no se produce sin embargo en todas las personas, pues depende del tipo de piel individual, estando más predispuestas determinadas individuos, es especialmente frecuente en las personas de raza negra.

## Tipos de afeitado
El afeitado puede ser en seco con una maquinilla de afeitar jabón y brocha o en su defecto gel o espuma en bote. 

### Afeitado en húmedo
En la cultura popular del afeitado, el afeitado en húmedo se divide en dos tipos: el que involucra el uso de una brocha se le suele llamar afeitado clásico o tradicional, mientras que al que involucra gel o espuma en bote con maquinillas multi-hoja se le suele llamar afeitado moderno. 

#### Afeitado clásico

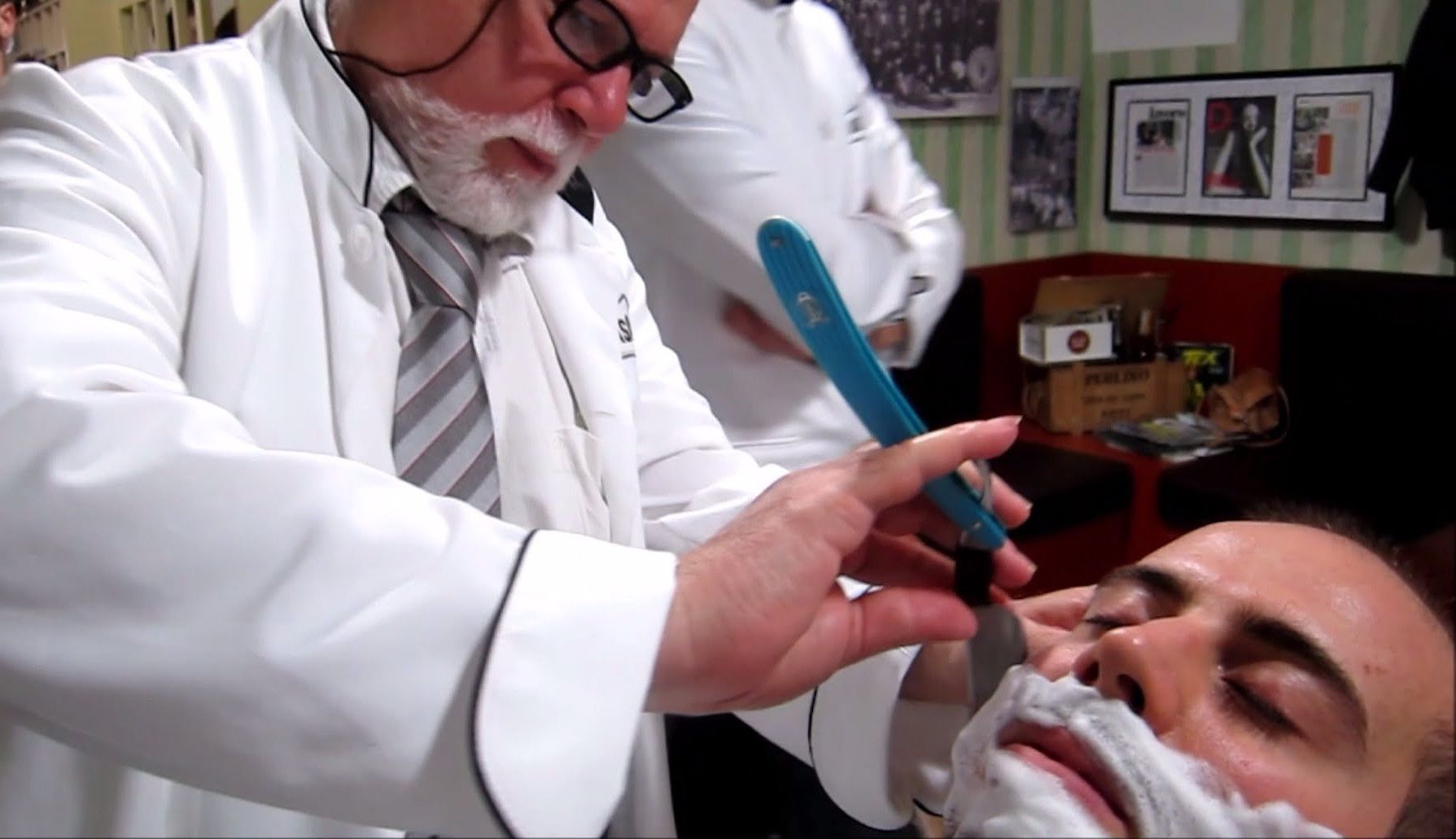
Maestro barbero italiano afeitando con navaja clásica.

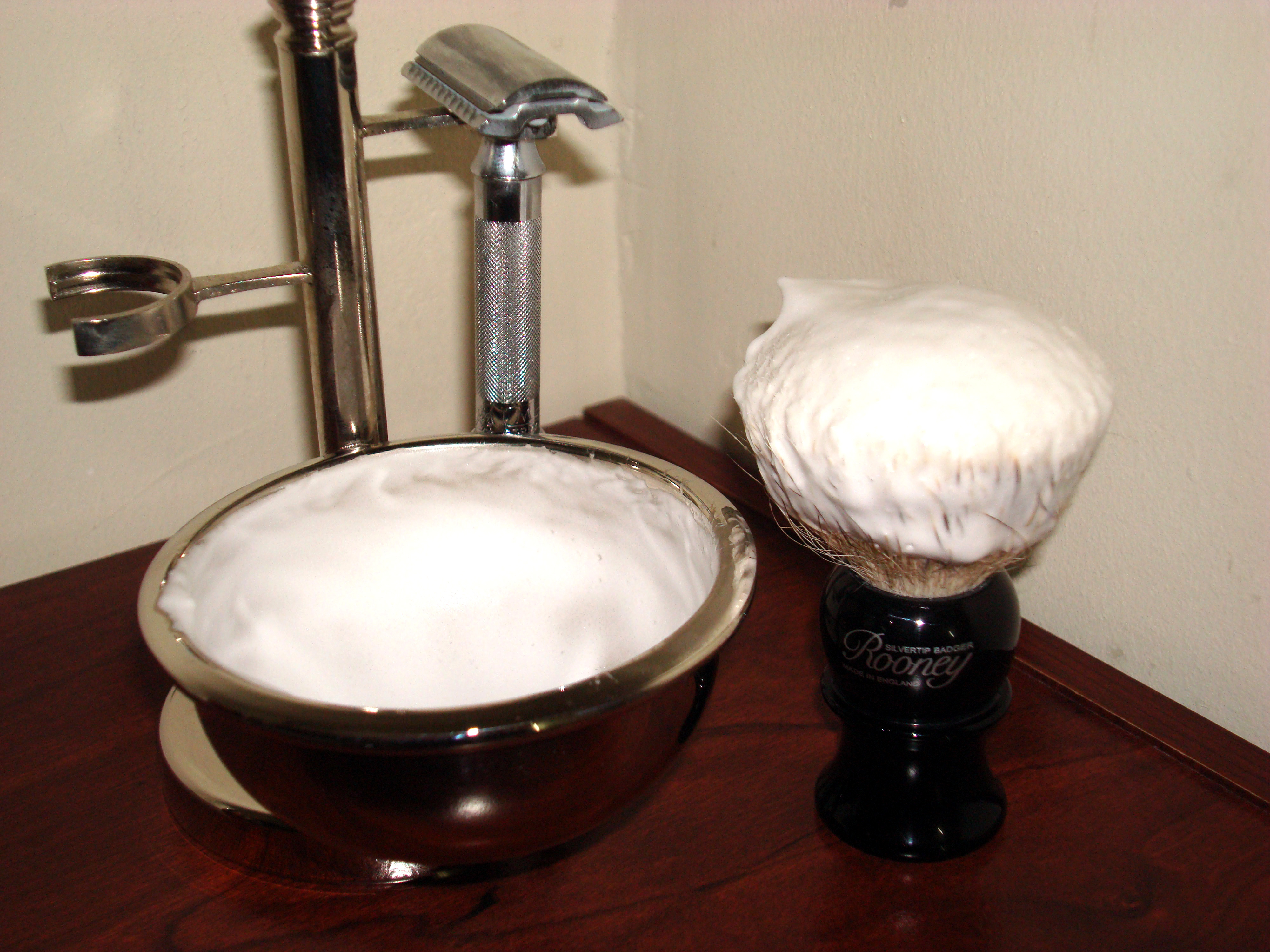
Kit tradicional para afeitar con brocha, rastrillo clásico y un tazón para preparar la espuma con la brocha.

El afeitado clásico (o tradicional) es el que se ha venido practicando desde siglos atrás, pasando por las navajas barberas a las maquinillas (o rastrillos) clásicos de una sola hoja. El afeitado clásico, además de brocha y jabón (o crema clásica), también se caracteriza por la costumbre de las viejas barberías de colocar una toalla remojada con agua caliente (sin que llegue a quemar la piel) en la barba antes de aplicar la espuma con la brocha lo cual ayuda a reblandecer el pelo.
El afeitado clásico suele ser un poco más lento por el cuidado que se tiene que tener al afeitarse con navaja pero con la práctica se puede obtener un buen afeitado en el mismo tiempo que el afeitado moderno; el afeitado clásico con maquinillas de una hoja requiere menos cuidado. Sin embargo, este tipo de afeitado tiene también sus ventajas.
Los beneficios y ventajas del afeitado clásico son varios entre los cuales destacan un afeitado por lo general más cerrado, económico y ecológico. Las navajas de repuesto de las maquinillas de una sola hoja son mucho más económicas por paquete, menos contaminantes y fáciles de reciclar. Así mismo, los jabones y cremas clásicas son 100% orgánicos y biodegradales; los geles y espumas en bote no son biodegradables y su elaboración requiere muchos procesos químicos. Por su lado, las navajas barberas sólo representan una inversión inicial pero no causarán ningún tipo de contaminación ya que cuando se desgastan, se vuelven a afilar y pueden durar varias generaciones, siendo este método de afeitado el más económico a largo plazo.
En los últimos años, se ha despertado un gran interés por los métodos tradicionales y clásicos para afeitarse. Esto es, el volver a usar brochas y navajas (o maquinillas de una sola cuchilla en su defecto). Esto se debe a muchas razones, una de las más rescatables es la insatisfacción de muchos hombres ante la baja calidad (además de elevados precios) de los métodos modernos como geles y maquinillas de cartucho multihoja o desechables.
Mucho del equipo para el afeitado clásico se sigue fabricando hasta nuestros días en Europa (especialmente en Alemania, Inglaterra e Italia) por empresas como DOVO Solingen, Edwin Jagger, Mühle, R.A. Rooney, Vulfix, Kent, Böker, shavemac, Thiers Issard, entre otros. Gran parte de estos productos se exportan a otros países como Estados Unidos donde están ganando gran popularidad. También existen fábricas en otros lugares del mundo como Parker Safety Razor CO. de India y Feather Safety Razor Co. Ltd. en Japón.
En cuanto a cremas y jabones para el afeitado clásico se pueden mencionar famosas firmas europeas (especialmente inglesas) como Geo.F. Trumper, Truefitt & Hill y Taylor of Old Bond Street. Entre otras se incluyen las italianas Proraso y Omega, las alemanas TABAC y Mühle, y La Toja o LEA de España.

#### Afeitado moderno

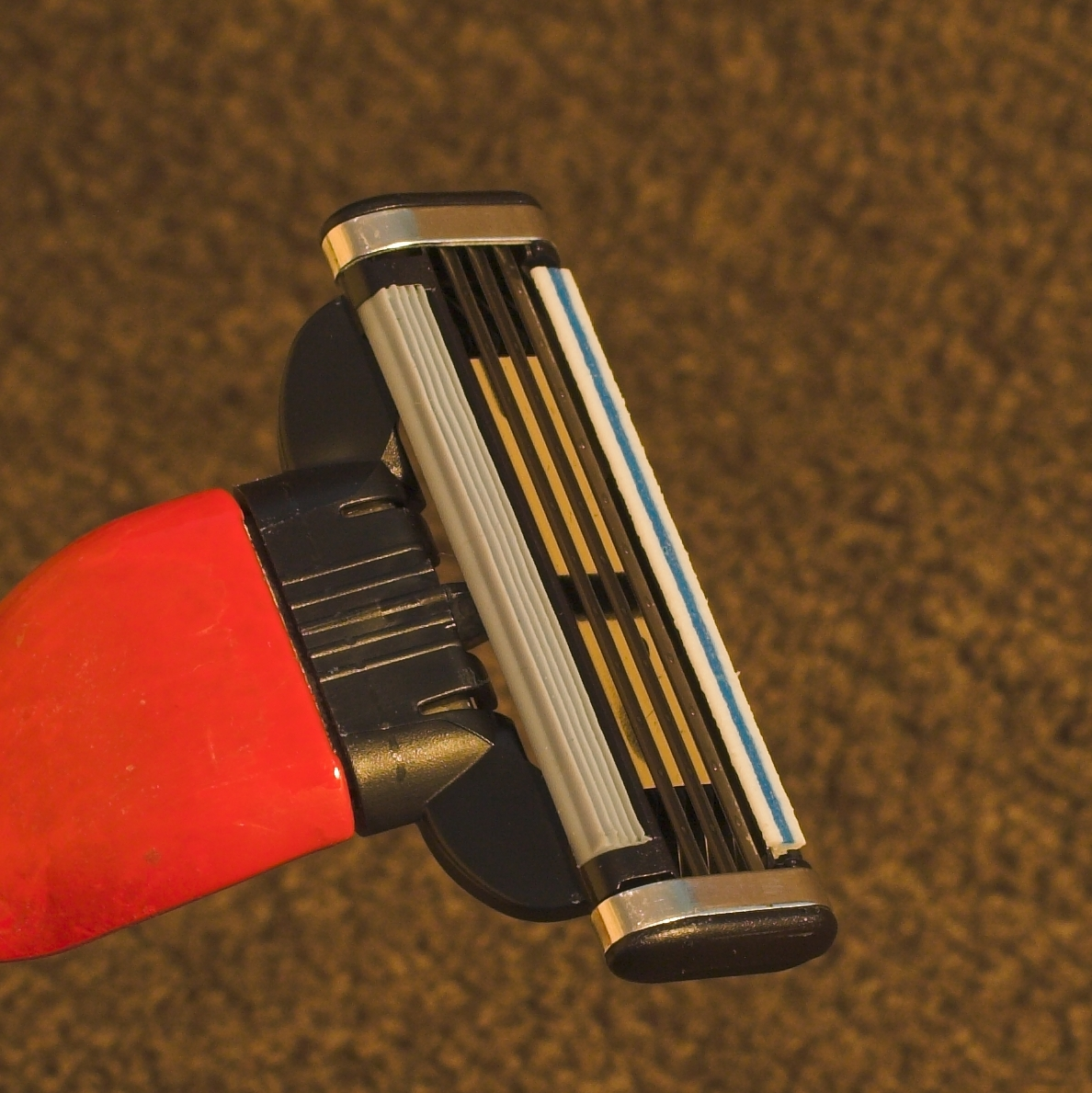
Típica maquinilla multihoja.

En la cultura popular del afeitado, se le llama afeitado moderno a aquel que se hace con maquinillas multihoja o desechables en conjunto con productos envasados (gel o espuma). Después de la Segunda Guerra Mundial, y especialmente a partir de la década de los 60's, las nuevas generaciones influenciadas por la moda y la publicidad televisiva adoptaron este tipo de afeitado.
El afeitado clásico con navaja o maquinilla de una hoja bajó en popularidad pero no desapareció y hasta la fecha sigue siendo practicado por los entusiastas de la cultura del afeitado.
Al igual que el afeitado clásico, el afeitado moderno tiene sus ventajas y desventajas. Las maquinillas multihoja son fáciles y rápidas de usar, pero sus repuestos son caros así como menos ecológicos; el número de afeitados que un cartucho multihoja tampoco es necesariamente superior al de una sola hoja. Además, el que una maquinilla afeite más cerrado entre más hojas tenga es objeto de discusión. Además de en individuos propensos las hojas múltiples pueden dañar la piel provocando su irritación y aumentando la posibilidad de cortes a medida que el número de hojas aumenta. Con el tiempo, se han venido desarrollando maquinillas de tres, cuatro y hasta cinco cuchillas, resultando sus cartuchos de repuesto más caros a medida que el número de cuchillas aumenta. Recientemente, se han introducido maquinillas multihoja que usan una batería para producir vibraciones las cuales supuestamente deben brindar un afeitado más cerrado.
Por su lado, los geles y espumas en bote tienen la ventaja de brindar una espuma rápidamente sin la necesidad de un jabón y brocha, permitiendo al individuo afeitarse en menos tiempo. Sin embargo, suelen estar hechos a base de alcohol y químicos que no son favorables para la piel así como los gases propulsores que son además inflamables.
Actualmente existen maquinillas para mujeres que están diseñadas para pieles más sensibles y para que el afeitado sea más delicado. Estas maquinillas son utilizadas para la depilación corporal femenina y en algunos casos son utilizadas para la depilación corporal masculina.

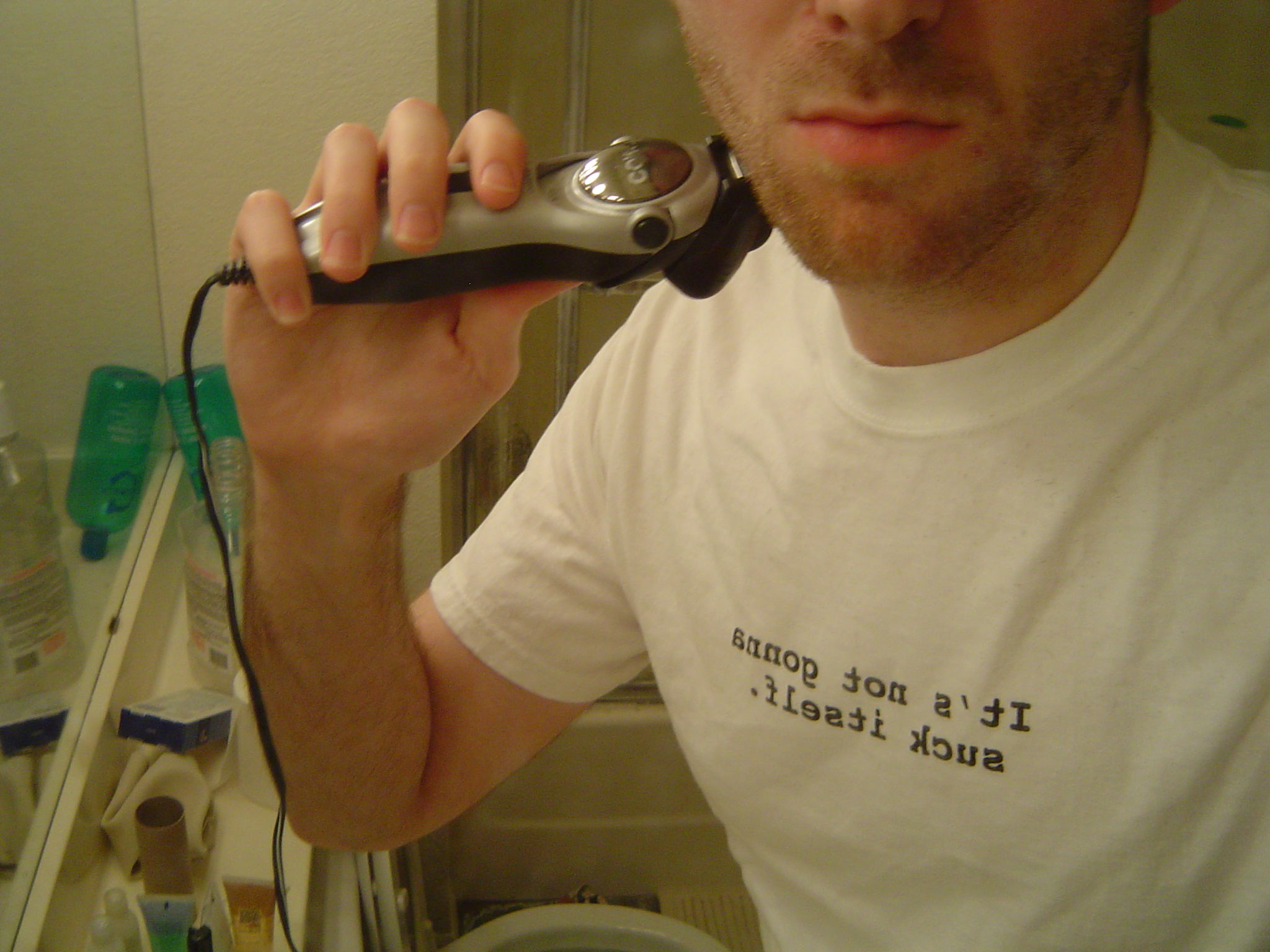
Hombre rasurándose con una máquina de afeitar.

### Afeitado en seco
El afeitado en seco es el que se hace con una rasuradora eléctrica. Sus principales ventajas es que sólo se necesita un solo instrumento (la afeitadora en sí), son muy rápidas y por lo general no se requiere humedecer el rostro. Sin embargo, son las que afeitan menos cerrado y requieren, al igual que las maquinillas, un reemplazo periódico de sus cuchillas.

## Cronología
- Prehistoria

El hombre se empieza a afeitar en la Edad de Piedra, cuando descubre que puede decorar su cuerpo de la misma forma que lo hace en las paredes de las cuevas.
- 4000-3000 a. C.

Es probable que las mujeres empezaran a depilarse el cuerpo en esta época mediante el fuego, el raspado con piedra pómez o agresivas pociones a base de cal viva.
- 1500-1200 a. C.

Se encuentran en Dinamarca cuchillas de afeitar extraordinarias, con escenas mitológicas grabadas en la hoja, un mango con forma de cabeza de caballo y una funda de piel. 
- 400 a. C.

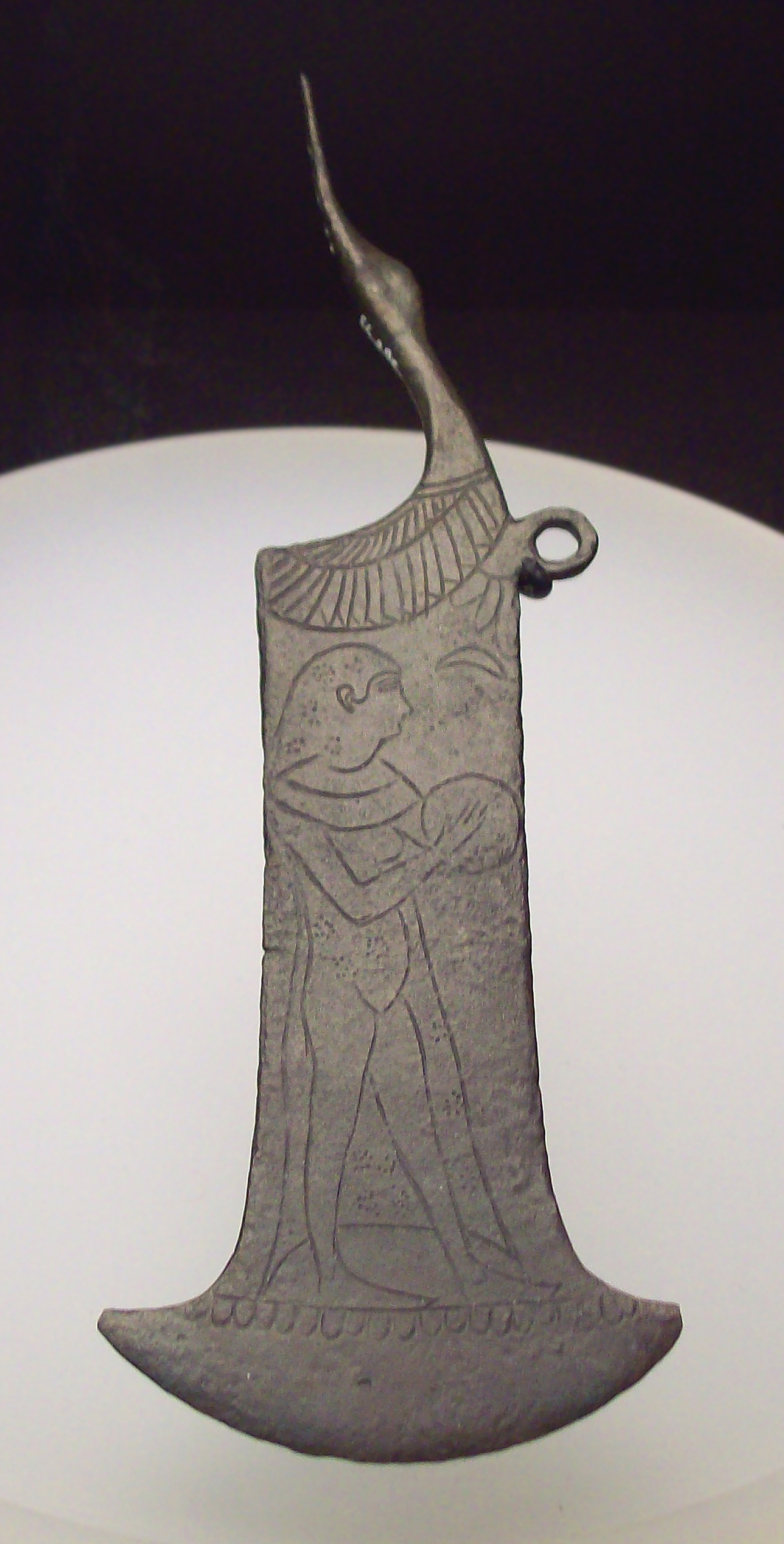
Navaja de afeitar púnica (siglos VI–IV a. C., M.A.N., Madrid).

En la India, los hombres llevan el pelo y la barba bien recortados, pero se afeitan el pecho y el pubis, y las mujeres se depilan las piernas con cuchillas y con pinzas.
- 300 a. C.

Se populariza en Grecia llevar el pelo muy corto y la cara bien afeitada. Alejandro Magno estaba obsesionado con las caras bien afeitadas. Se abren las primeras barberías en Roma, con barberos traídos de Sicilia por un comerciante griego llamado Ticinius Mena. Las cuchillas eran de hierro y se afilaban con agua y una piedra de arenisca. La costumbre de afeitarse en Roma durará hasta tiempos de Adriano, que puso de moda la barba. La costumbre era que los hombres se afeitaran por primera vez con 21 años y se celebrara una fiesta. Sólo los soldados y los aprendices de filósofo estaban exentos de esta costumbre.
- 60

Popea, la esposa de Nerón, pondrá de moda la depilación corporal con cremas tan exóticas y pintorescas como para contener grasa de burro, vesícula de cabra, sangre de murciélago y serpiente pulverizada.
- 100

El emperador Adriano pone de moda las barbas en todo el imperio.
- 500-1000

Las mujeres cristianas, completamente tapadas, tienen la obligación de afeitarse todo el cuerpo a diario con el fin de estar preparadas para el momento de la muerte.[cita requerida]
- 840

Un conocido músico y cantante venido de Bagdad que se llamaba Ziryab abre el primer instituto de belleza del mundo en la ciudad andaluza de Córdoba en tiempos de Abderramán II. Ziryab no sólo revolucionó el mundo de la belleza, sino también el de la música, con la introducción de la quinta cuerda y la cuña para tocar el laúd. Introdujo el pelo corto en los hombres y el color blanco en verano e impuso el orden en las comidas, con las sopas de primer plato, las carnes y pescados de segundo, y los dulces de postre.
- 1000

Durante este periodo de la Edad Media, los hombres no se afeitaban, y llevaban las barbas sin límite de crecimiento. No cambiarán las cosas hasta las Cruzadas, en que los viajeros que vuelven de Oriente aportan las delicadezas de aquellos lugares.
- 1500

Cuando los españoles llegan a América, descubren que los indios de Mesoamérica se afeitan con navajas hechas de obsidiana de los volcanes.
- 1600

La reina Isabel I de Inglaterra mantiene la costumbre de su época de afeitarse las cejas y tener la cara muy blanca en presencia de otras personas.
- 1770

El barbero francés Jean-Jacques Perret escribe El arte de afeitarse bien uno mismo, y propone el uso de una afeitadora de seguridad que protege la afilada hoja con unas guardas de madera que evitan que el corte sea demasiado profundo en caso de producirse.
- 1800

George Bryan Beau Brummell pone de moda en Inglaterra el gentleman de la moda que se afeita varias veces al día y se depila los cabellos sobrantes con pinzas. Brummell huirá endeudado a Francia y morirá en 1840 en un asilo para locos.
- 1830

En Estados Unidos, los hombres deben salir a la calle afeitados y con la cabeza cubierta.
- 1880

En Estados Unidos, los hermanos Kampfe patentan la primera afeitadora de seguridad, con una protección de piel en uno de los lados de la hoja.
- 1895

El estadounidense King Camp Gillette, tratando de encontrar un producto que tuviera que reponerse cada día, y siendo un hombre viajero, que se afeitaba a diario y ponía en peligro su rostro cuando lo hacía en el trepidante lavabo de un tren, idea la maquinilla de afeitar que protege la hoja, no con una funda de piel, sino con dos piezas metálicas que impiden que ésta se desplace hacia los lados y pueda cortar la cara.
- 1901

Gillette y el ingeniero William Nickerson llevan a cabo el invento con una hoja afilada por dos de sus lados, la hoja de afeitar que persistirá hasta nuestros días y que empieza a comercializarse en 1904.
- 1910

Willis G. Shockey patenta la predecesora de la afeitadora eléctrica, una máquina cuyas cuchillas se accionan mediante una rueda accionada a mano que dura un cierto tiempo.
- 1914-1918

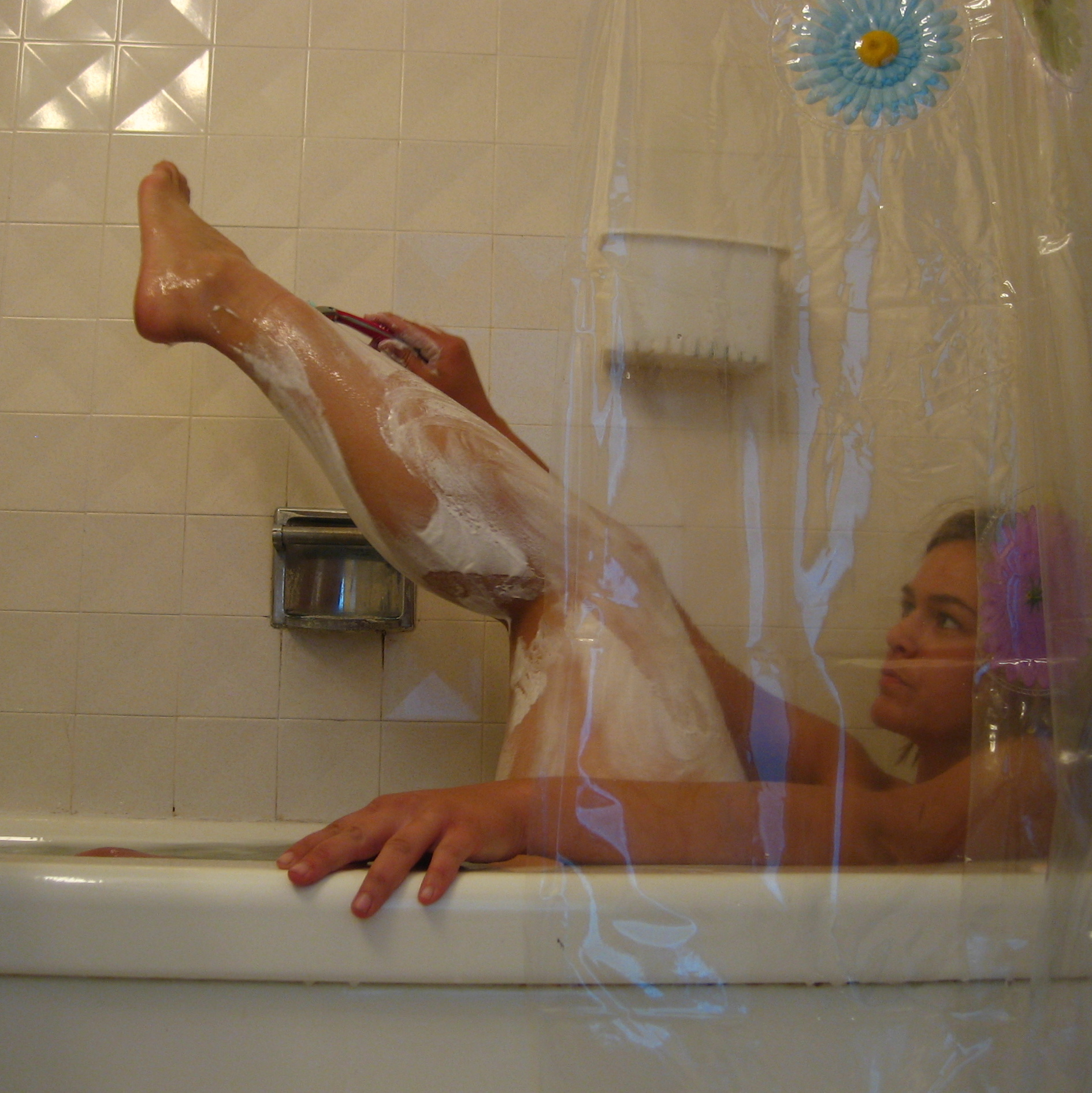
Mujer afeitando sus piernas.

Durante la Primera Guerra Mundial, el gobierno de los Estados Unidos compra 3,5 millones de maquinillas y 36 millones de hojas –la barba impedía el uso adecuado de las máscaras antigás. Durante este periodo, en Estados Unidos, varias compañías, como Wilkinson, convencen a las mujeres de que deben depilarse las axilas para parecer más femeninas.
- 1920-1930

El cine de Hollywood convence a las mujeres de que deben depilarse las cejas y luego volvérselas a pintar para adquirir la belleza requerida. Las actrices americanas duermen y se levantan de la cama perfectamente maquilladas y depiladas.
- 1921

El coronel Jacob Schick, del Ejército estadounidense, inventa la maquinilla repetidora, que almacena varias hojas y permite cambiarlas sin tenerlas que tocar. En 1925 crea una empresa que se llama Magazine Repeating Razors, y empieza a comercializar las maquinillas en 1926.
- 1927

El mismo Jacob Schick inventa la afeitadora eléctrica en seco, de hojas oscilantes. Vende la empresa anterior y centra todos sus esfuerzos en comercializar la nueva máquina, que se pondrá a la venta por fin en 1929, aunque no tendrá la patente hasta 1931.
- 1939

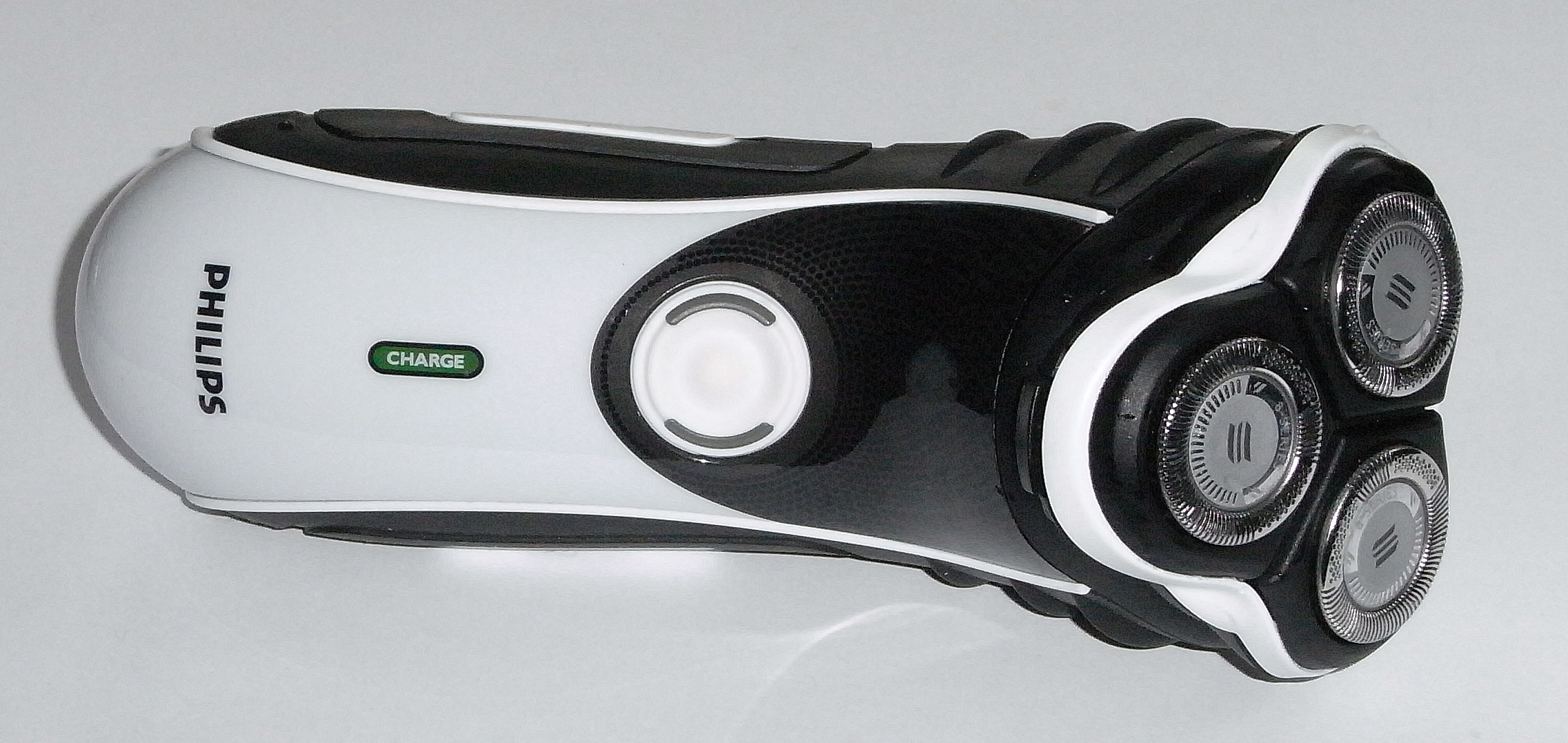
Maquinilla eléctrica Philips.

Alexander Horowitz, que trabajaba en la casa Phillips neerlandesa, inventa una afeitadora eléctrica cuya hoja no es vibratoria, sino giratoria, de modo que hace menos ruido, y además tiene dos cabezales.
Durante la Primera Guerra Mundial, Gillette contrató con las Fuerzas Armadas de los Estados Unidos el suministro de maquinillas y hojas de la marca Gillette a cada hombre enlistado para ir a Europa. Al terminar la guerra, alrededor de unos 3,5 millones de maquinillas y 32 millones de cuchillas de afeitar fueron entregadas a militares jóvenes, haciéndolos cambiarse al afeitado con maquinillas Gillette.
- 1960

A partir de aquí, las empresas no hacen más que expandirse. Aparecen las maquinillas desechables de plástico, que permiten uno o dos afeitados, y las afeitadoras eléctricas se perfeccionan. También lo hacen los sistemas y las cremas depilatorias, hasta la actualidad, sin grandes novedades en cuanto a los resultados de un buen afeitado.

## Efectos secundarios del afeitado
Afeitarse puede tener numerosos efectos secundarios, incluyendo cortes, abrasiones, ardor e irritación. Muchos efectos secundarios pueden ser minimizados mediante el uso de una hoja nueva, la aplicación de bastante lubricación, y evitar la presión hacia abajo con la navaja o cuchilla. En caso de corte, se puede utilizar un stick post afeitado o piedra de alumbre.